# Yu de Grote

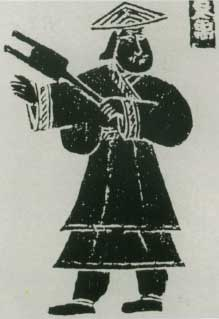
Yu, stichter van de Xia-dynastie, bestreed overstromingen door het graven van afvoerkanalen. Afdruk van reliëf uit graftombe van de Wu-familie, Jiaxiang, Shandong, 150 na Chr.

Yu, ook wel Yu de Grote, was volgens de traditionele Chinese geschiedschrijving de stichter van de Xia-dynastie. Volgens de overlevering heeft hij de overstromingen van de Gele Rivier weten te stoppen door de rivierloop te wijzigen. Vanwege die prestatie en zijn voorbeeldige karaktertrekken wordt hij binnen de confucianistische traditie, samen met Yao en Shun, gerekend tot de Drie Volmaakte Koningen.

## Traditionele biografie
Volgens de belangrijkste traditionele bronnen, de Shiji en de Shujing, zou Yu een achter-achterkleinzoon zijn van Huangdi (de 'Gele Keizer'). Zijn eigennaam was Wenming (文命). Zijn vader, Gun, was aangesteld om overstromingen te bestrijden. Hij deed dit door het bouwen van dammen. Toen zijn pogingen geen succes hadden werd Gun ter dood gebracht door Shun, de heerser op dat moment. Yu werd aangewezen om de activiteiten van zijn vader voort te zetten. In plaats van het bouwen van dammen zorgde hij voor een betere afwatering door het wijzigen van de loop van de Gele Rivier en door de aanleg van kanalen. Na dertien jaar van onafgebroken werkzaamheden wist hij zo het gevaar van overstromingen te stoppen. Volgens de Shiji passeerde hij gedurende zijn werkzaamheden drie maal zijn eigen huis zonder zelfs maar naar binnen te gaan. Een samenzijn met zijn familie zou hem slechts afleiden van zijn opdracht overstromingen te stoppen! Vanwege deze bovenmenselijke toewijding diende hij binnen de confucianistische traditie tot begin 20e eeuw als voorbeeld voor latere functionarissen.
Shun was zeer onder de indruk van de werkzaamheden van Yu en beleende hem met het gebied Xia, zodat Yu in historische bronnen ook 'markies' (侯, hou) of 'graaf' (伯, bo) van Xia werd genoemd. Later werd Yu benoemd tot opvolger van Shun, hij werd door hem aanbevolen bij de hemel en regeerde bij 'Hemels Mandaat'. Volgens een klassieker uit de 3e eeuw v.Chr. van Xun Kuang, over staatkunde, studeerde Yu bij Xi Wangmu, de Koningin-moeder van het Westen.
Zeventien jaar na de aanbeveling stierf Shun. Yu weigerde in eerste instantie de opvolging en wenste dat Shun werd opgevolgd door diens zoon Shangjun (商均). Pas nadat de gemeenschap grote druk op hem had uitgeoefend accepteerde hij toch de troon. Men zag liever een heerser die zijn kwaliteiten als leider had bewezen dan iemand die slechts de zoon van een heerser was. Gedurende zijn regeerperiode werden de laaggelegen gebieden geschikt gemaakt voor de landbouw en de hoger gelegen gebieden ontbost. Hij trok door het gehele land, verdeelde het gebied in negen provincies met eigen gouverneurs en bepaalde wat en hoeveel elk deel als heffing in lak en zijde moest afstaan. Hij deed dit op basis van de natuurlijke gesteldheid van de provincies. Deze verdelingen en afdrachten staan uitvoerig beschreven in de Shujing als het Tribuut van Yu (禹貢 Yu gong) . Dit document stamt bijna zeker uit de late Zhou-tijd.
Van erts uit de negen provincies werden negen schitterende 'driepotige ketels' gesmeed. Elke ketel werd versierd met emblemen van de inwoners en de producten van de provincie. De ketels werden belangrijke machtssymbolen, die van keizer op keizer overgingen. Bij goed bestuur zou het gewicht van de ketels toenemen, bij slecht bestuur nam het gewicht af. Toen Yu de macht overdroeg aan zijn zoon Qi, waren er negentig ossen nodig om een ketel te verplaatsen. In de decadente nadagen van de Xia-dynastie kon een man een ketel met gemak optillen.
Volgens de confucianistische traditie heeft Yu de zes aspecten van de natuur (water, vuur, metaal, hout, aarde en gewassen) in harmonie met elkaar gebracht en werd zo een van de Drie Volmaakte Koningen (三王, san wang).

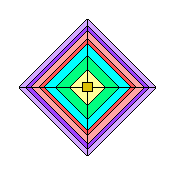
Schematische verdeling van het rijk door Yu: 1. geel is gebied van de keizer, 2. groen is gebied van de leenvorsten, 3. blauw is gebied met vrede, 4.1. donkerrood is gebied van het Yi-volk, 4.2 lichtrood is gebied voor ballingen, 5.1 donkerpaars is gebied van het Man-volk, 5.2 lichtpaars is gebied voor ballingen.

Yu had eens een ontmoeting met de god Fu Xi. Toen een tunnel door een berg werd gegraven, spoorde Fu Xi hem aan de waterwerken goed te controleren. Fu Xi voorspelde dat Yu ooit voor politieke rust in China zou zorgen en gaf hem twee platen van jade, die hem zouden helpen het koninkrijk in kaart te brengen. Yu gaf de platen aan twee functionarissen. De ene reisde van noord naar zuid, de ander van oost naar west. Bij hun terugkeer aan het hof hadden beiden dezelfde afstand opgenomen: 233.500 li en 75 passen (ca. 125.250 km). De wereld werd als een vierkant beschouwd.
Volgens de Shujing (en overgenomen door de Shiji) verdeelde Yu het rijk daarop op schematisch wijze in vijf concentrische vierkanten:
1. Gemeten vanaf de keizerlijke residentie werd een vierkant met een lengte van 500 li tot keizerlijk gebied gemaakt.
2. Buiten dit gebied was er een vierkant met een lengte van 500 li, dit was het gebied van de leenvorsten.
3. Het volgende vierkant met een lengte van 500 li was het gebied waarin de keizer voor vrede zorgde.
4. Vervolgens kwam een vierkant van 500 li dat door de keizer met geweld was onderworpen:
  1. Hiervan behoorde 300 li tot de Yi-barbaren.
  2. De resterende 200 li was verbanningsoord voor lichtgestraften.
5. Ten slotte kwam de woestijn:
  1. Hiervan behoorde 300 li tot de Man-barbaren.
  2. De resterende 200 li was verbanningsoord voor zwaargestraften.

Yu leidde een zwervend bestaan door het uitgestrekte rijk en kwam daarbij in het noorden Yuqiang tegen, de god van de zeewind, met het lichaam van een vogel en het hoofd van een mens. Yuqiang moest de 'vijf bergen van de Onsterfelijken' een vaste plek in de 'Oostelijke Zee' bij Guixu geven en deed dit met behulp van schildpadden.
Yu hield een volkstelling en liet akkers en weiden opmeten. Openingen van onderaardse bronnen werden gecontroleerd met het oog op overstromingen. Een kwart miljoen flinke doorlaten werden door functionarissen geregistreerd en afgesloten.
Tegen het einde van zijn bewind moest Yu het opnemen tegen het monster Xiangyao, die in een grensstreek verwoestend huishield. Xiangyao was door Gonggong gestuurd, de geest van het water, de oude vijand van Yu. Xiangyao had een reusachtig groot slangenlijf en negen koppen, die krachtig gif uitspuwden, waardoor al het land rondom verdorde. Yu riep de hulp in van een oude bondgenoot, de gevleugelde draak. Xiangyao keek nooit omhoog en daarom viel Yu hem aan vanuit de lucht, gezeten op de vliegende draak, gewapend met een zwaard. Yu wist de negen koppen af te hakken, maar het gif stroomde over het land en deed alles verwelken. Yu begroef de slang op een eiland in een kunstmatig meer. Toen hij Xiangyao doodde, had Yu nog maar acht jaar alleen geregeerd, maar hij voelde zijn einde naderen.
Yu was immers al oud toen hij tot heerser werd benoemd en regeerde daarom slechts kort (de Bamboe-annalen spreken van acht jaar). Hij zou zijn gestorven tijdens een bezoek aan het zuiden, op de berg Kuai Ji. Zijn (veel later gebouwd) mausoleum staat in Guiji (會稽), in het huidige Zhejiang. Omdat Gaoyao (皋陶), de aangewezen opvolger, reeds eerder was gestorven, koos de gemeenschap na de dood van Yu diens zoon Qi (啟) tot nieuwe heerser. Hiermee was er in de traditionele Chinese geschiedschrijving voor het eerst sprake van erfopvolging. Volgens de geschiedkundige Sima Qian had Yu zijn eerste minister Bo Yi als zijn opvolger op de drakentroon aangewezen, maar hadden de heren van het land zijn kandidaat afgewezen.

## Een moderne duiding van zijn biografie
De betekenis van het karakter dat de naam van Yu (禹) weergeeft is onbekend. Volgens de Shuowen jiezi (說文解字), een woordenboek uit de 2e eeuw n.Chr. werd er 'reptiel' mee bedoeld. Dit past bij de belangrijke rol van water in de overgeleverde verhalen over Yu. Ook de betekenis van het karakter van de naam van zijn vader, Gun (鲧) grote vis, heeft met water te maken. Mogelijk waren zowel Gun als Yu watergoden in de gedaante van een dier. Plaatselijke mythen en sagen werden in de latere geschiedschrijving 'gerationaliseerd' en samengevoegd door ze te beschrijven als activiteiten ter bestrijding van overstromingen. Yu kreeg zo de rol van een cultuurheld, hij leerde de mensheid hoe overstromingen te bestrijden. Wel verloren Gun en Yu hun goddelijke status. Ze werden teruggebracht tot functionarissen in dienst van een heerser. Net als ambtenaren uit de 2e eeuw v.Chr. die het opgedragen werk naar behoren volbrachten konden ook zij beloond worden met een leengoed of worden gestraft als ze hun werk niet goed deden. De term belenen is, net als aanbevelen bij de hemel, een begrip uit de Zhou-tijd en werd in de bronnen gebruikt om de Xia in te passen in de hiërarchie van een teruggeprojecteerd maar fictief keizerlijk eenheidsrijk.